# Chiesa di Sant'Andrea Apostolo (Venzone)
La chiesa di Sant'Andrea Apostolo è il duomo nonché la parrocchiale di Venzone, in provincia ed arcidiocesi di Udine; fa parte della forania della Pedemontana.

## Storia
Da reperti rinvenuti presso la facciata principale si è dedotto che già nel VI secolo c'era una piccola chiesa, fatta ampliare da Glizoio di Mels nel 1251.
La chiesa di Sant'Andrea fu ricostruita nei primi anni del Trecento, ideatore mastro Giovanni detto Griglio da Gemona, artefice anche del duomo di Gemona del Friuli,  e venne consacrata il 2 agosto 1338 dal patriarca Bertrando di San Genesio con l'assistenza di più arcivescovi e vescovi.
La chiesa dipendeva dalla parrocchiale di Gemona e il pievano di questa delegava un vicario a reggerla, finché Bonifacio IX non la eresse a parrocchia il 4 ottobre 1391, confermandola successivamente l'11 ottobre 1394, col patto che ai Venzonesi spettasse la nomina del parroco ed al pievano di Gemona l'investitura e che il pievano di Venzone dovesse pagare 25 ducati annui a quello di Gemona ed ogni anno nelle feste di Pentecoste dovesse visitare processionalmente la chiesa madre.
Il duomo fu completamente distrutto dal sisma del 1976 e fu ricostruito per anastilosi tra il 1988 e il 1995, ricollocando le pietre originarie.

### Galleria d'immagini del duomo dopo il terremoto

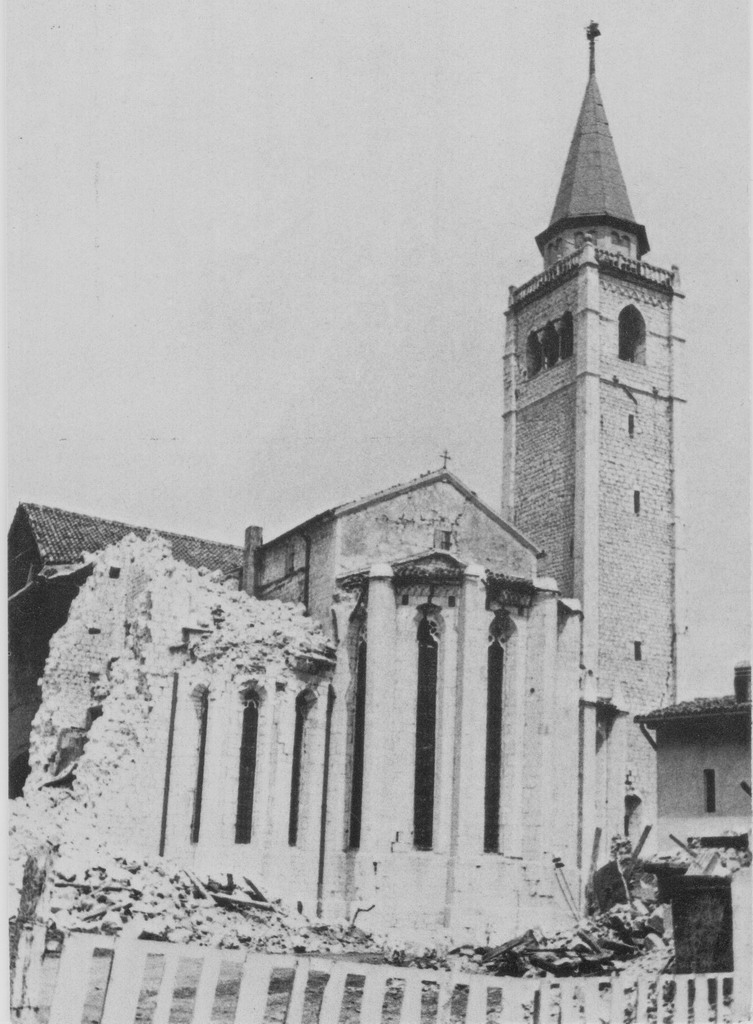
Duomo dopo il terremoto di maggio
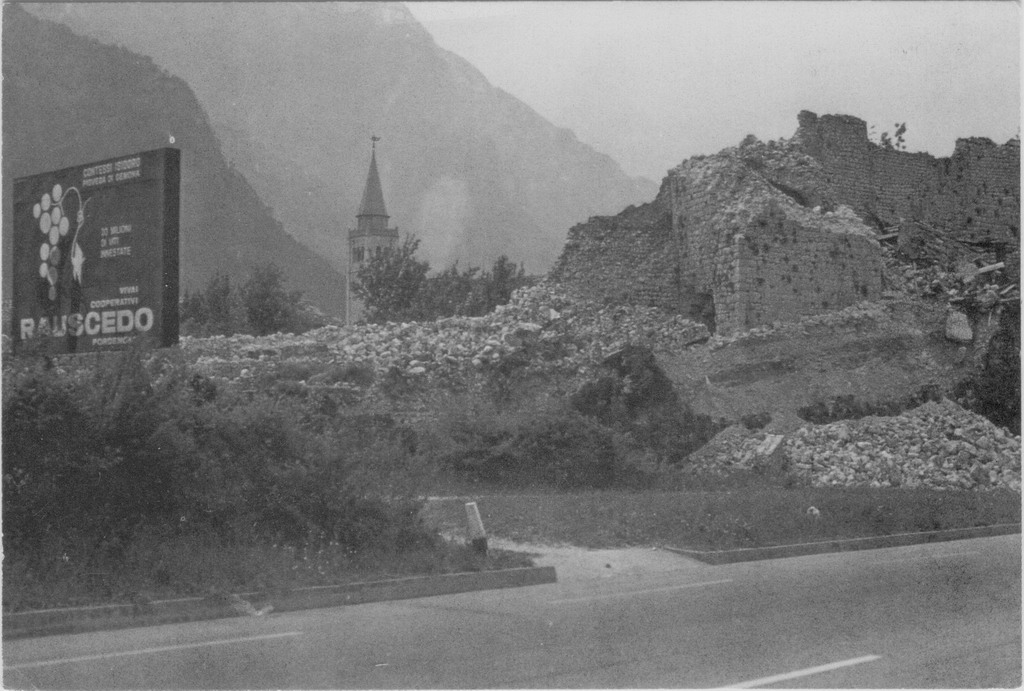
Il duomo visto dalle mura dopo il terremoto di maggio
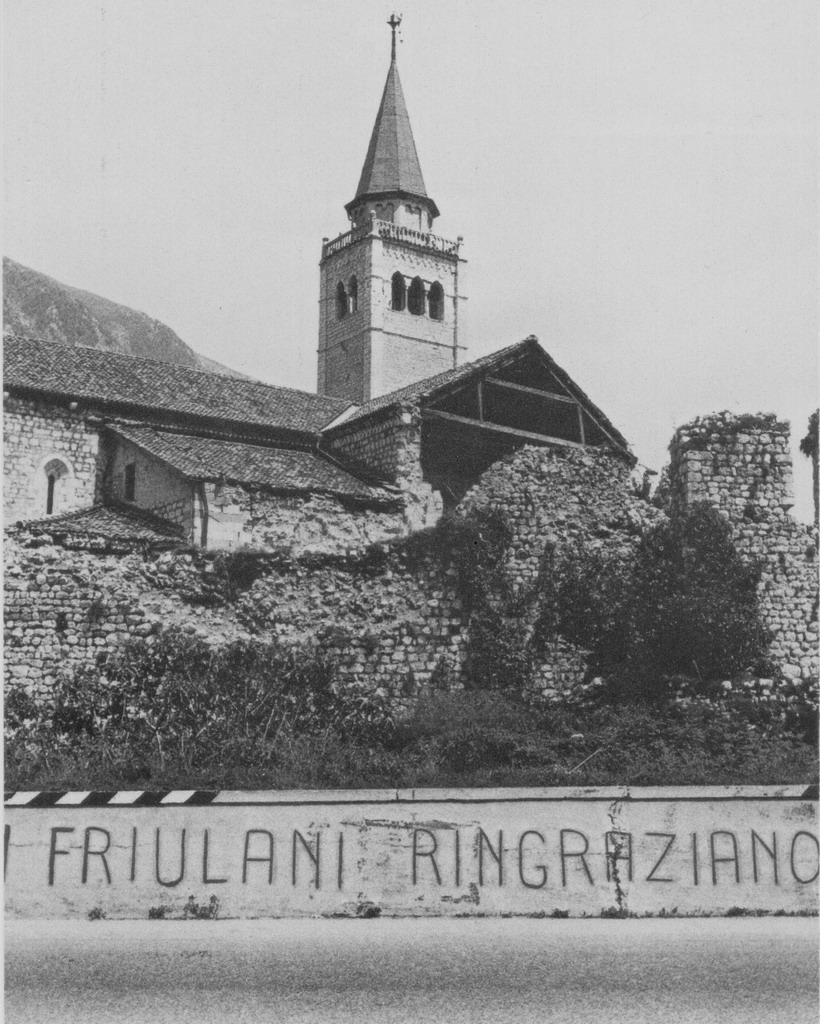
Il duomo e le mura dopo il terremoto di maggio
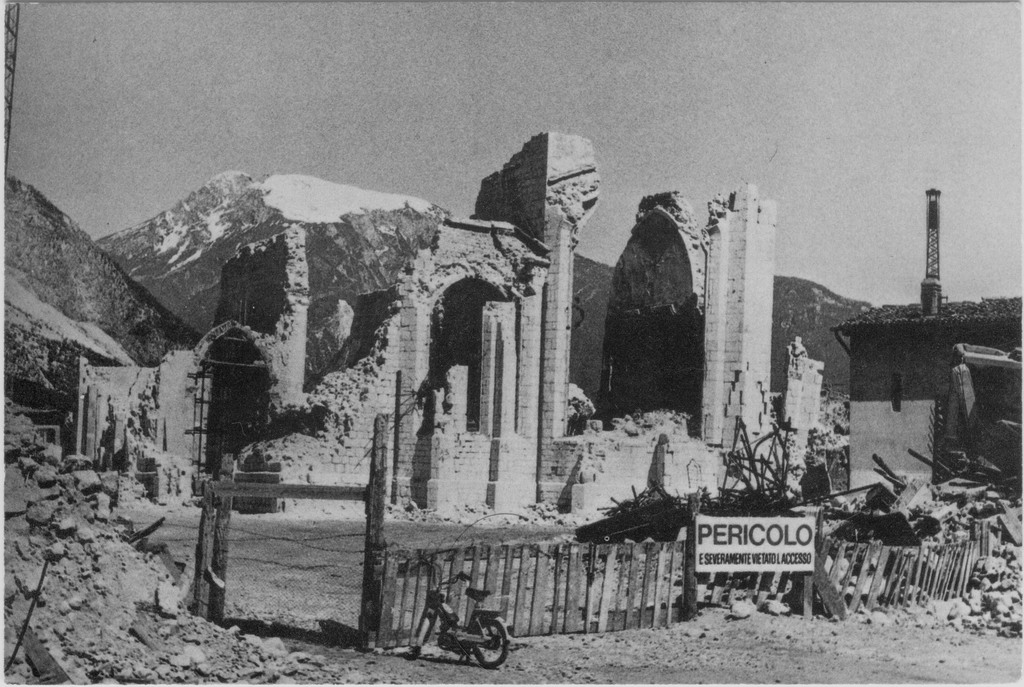
Il duomo dopo il terremoto del 15 settembre

## Esterno

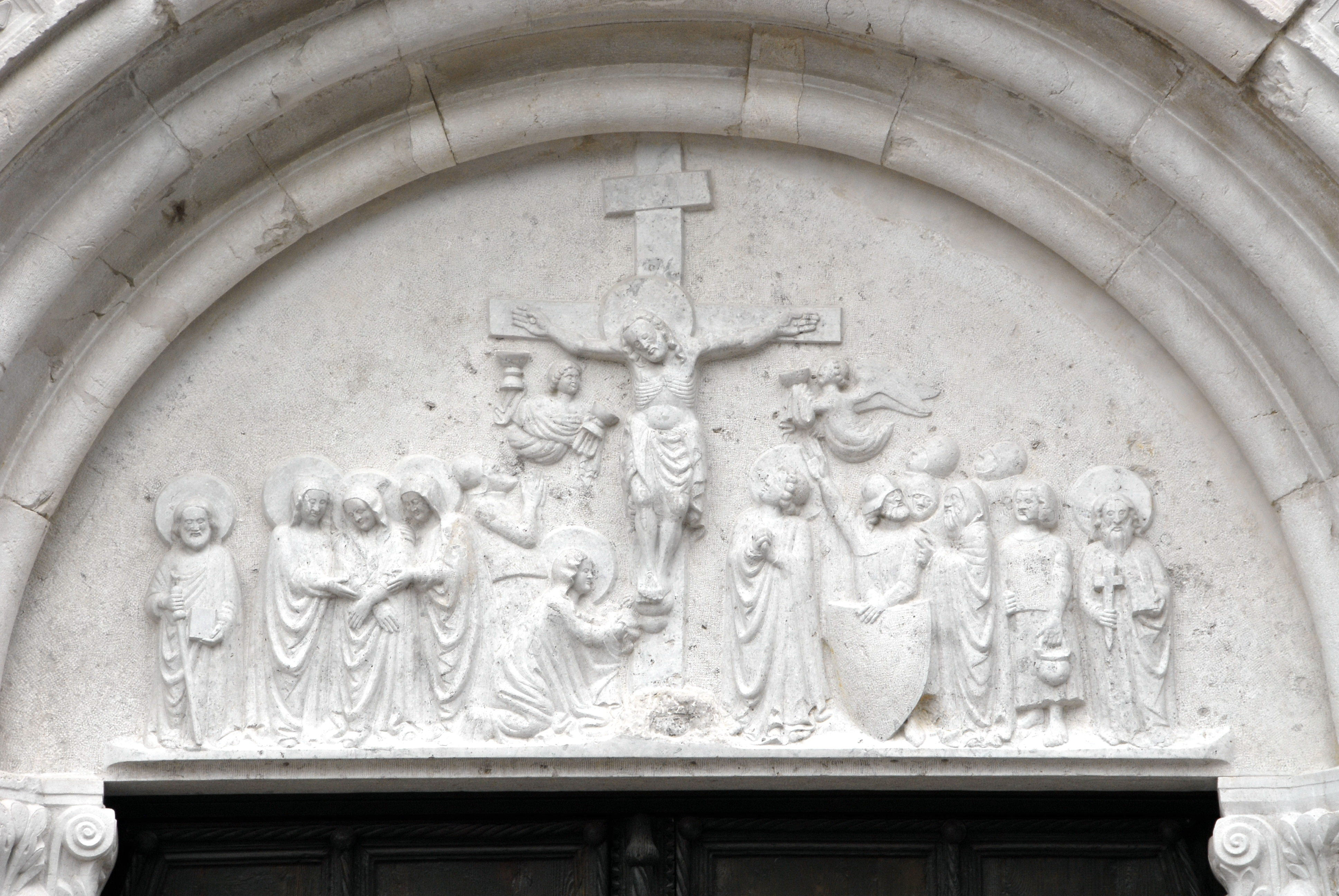
Lunetta del portale principale con Crocifissione.

L'esterno del Duomo è articolata con absidi poligonali rinforzate negli spigoli da contrafforti culminanti con cuspidi piramidali e statue.
Vi sono ben tre portali; quello settentrionale, risalente al 1308, ha un altorilievo nella lunetta che raffigura Cristo benedicente, lavoro di maestro Giovanni. Alla sua bottega si attribuisce l'altorilievo della lunetta del portale meridionale con l'Incoronazione della Vergine.
Della metà del XIV secolo è invece il bassorilievo del portale principale con la Crocifissione.
L'esterno del duomo è decorato con altre statue e rilievi trecenteschi, nonché da sei patere veneto-bizantine.

## Campane
Il campanile ospita al suo interno un concerto di 4 campane in scala lidia di Si2, montate a slancio friulano. Sono state fuse inizialmente dalla ditta De Poli di Revine Lago (TV) nel 1962 e a seguito del crollo del campanile avvenuto il 15 settembre 1976 a causa del terremoto del Friuli il 6 maggio dello stesso anno, le campane prima, terza e quarta si ruppero e vennero rifuse dalla ditta Capanni di Castelnovo ne' Monti nel 1993. L'unica campana a salvarsi fu la seconda.

## Interno

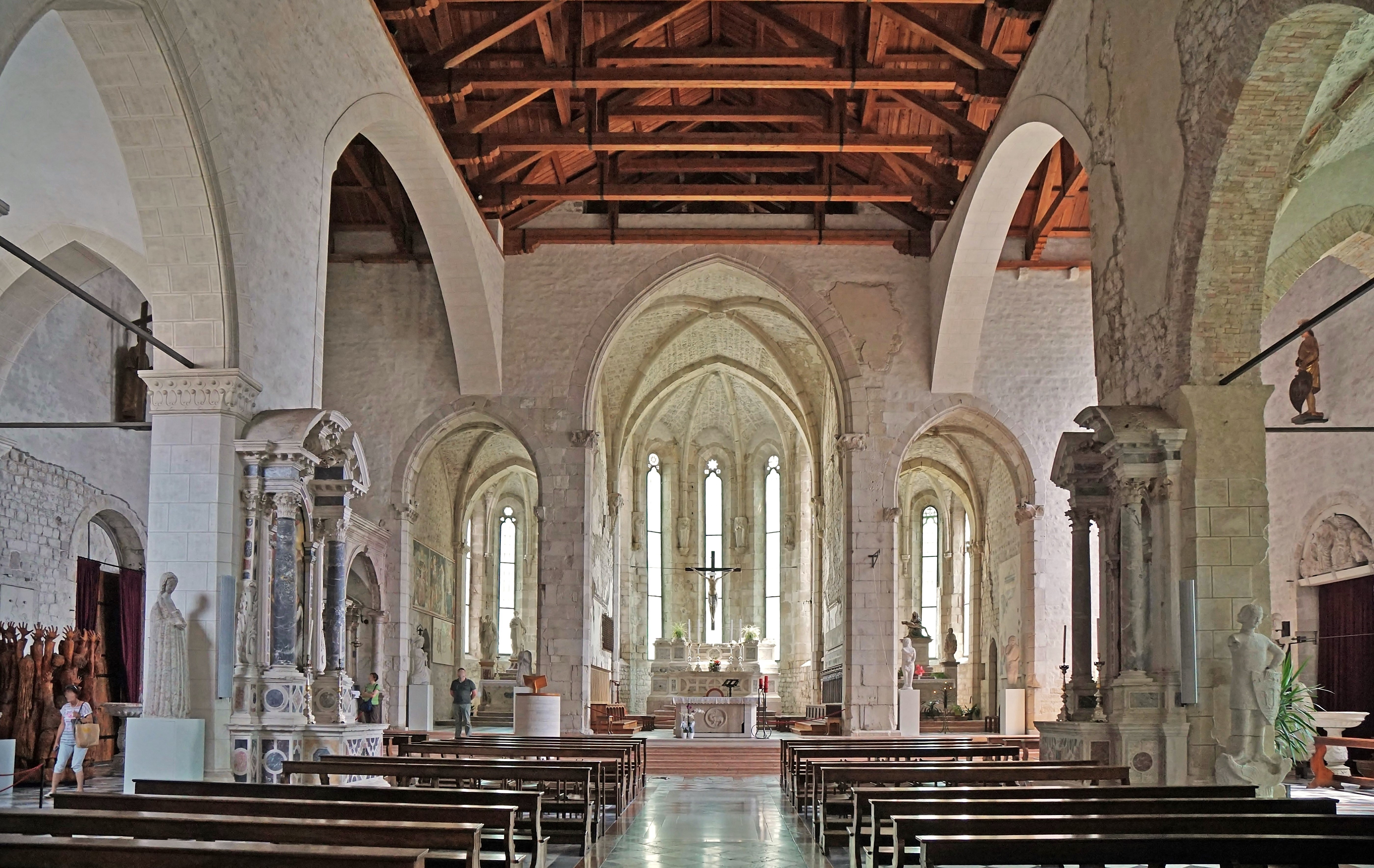
L'interno del duomo

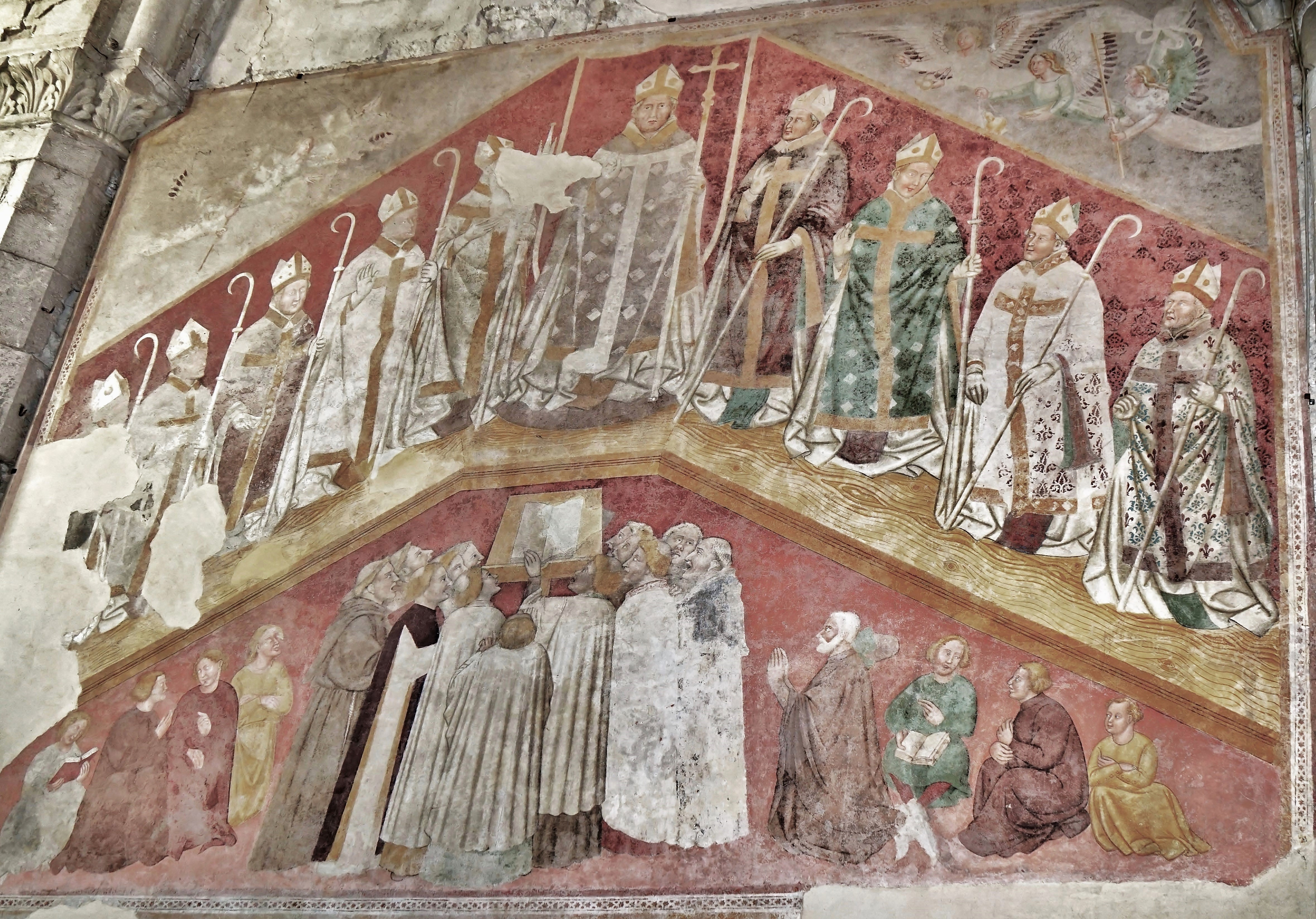
Affresco, consacrazione del duomo

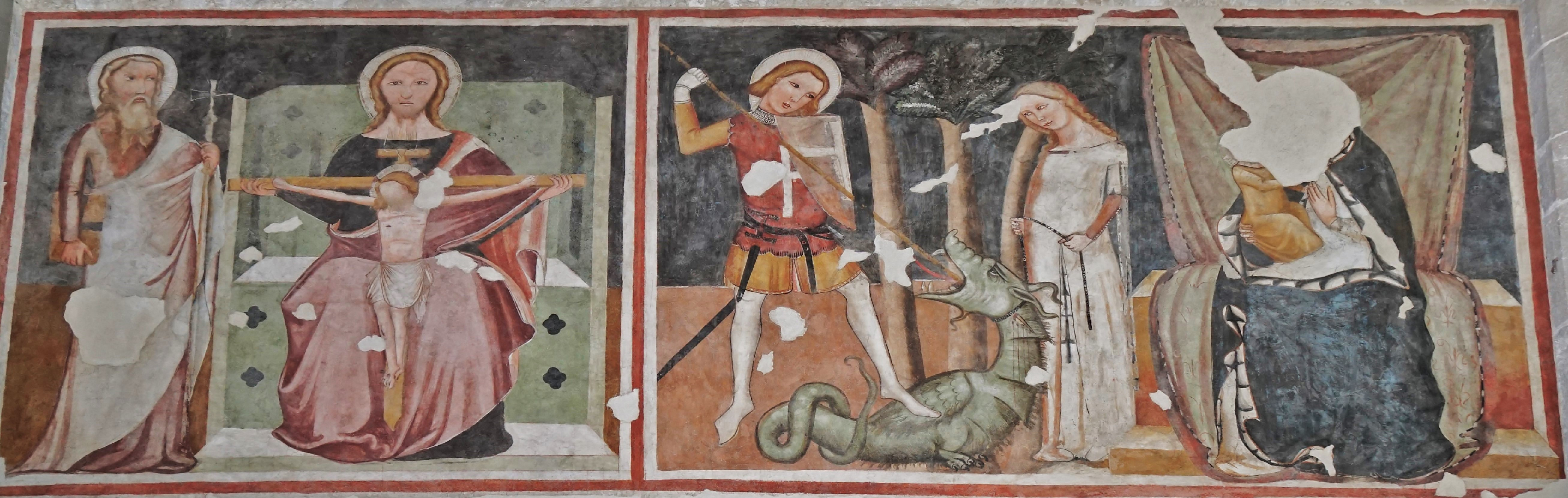
Affresco, San Giorgio libera la principessa dal drago

L'interno presenta una pianta a croce latina con navata unica e con un ampio e luminoso transetto, sul quale si prospettano gli archi trionfali delle tre absidi, affiancati da due torri.
All'interno si conservano importanti affreschi del XIV secolo:
- Consacrazione del duomo;
- Incontro di san Martino con il povero;
- San Giorgio libera la principessa dal drago.

Sopra il portale di destra si trova il Compianto sul Cristo morto in legno dipinto e dorato, composto da otto statue e che risale al 1530.
Agli inizi del XVI secolo risalgono il fonte battesimale, le due acquasantiere e la lastra tombale della famiglia Antonini, opere di Bernardino da Bissone.
È andato perduto il ciclo di affreschi del primo XV secolo che decorava la volta della cappella del Gonfalone. Erano presenti affreschi di Domenico Lu Domine ed Antonio Baietto che raffiguravano:
- l'Incoronazione della Vergine;
- la Madonna con il Bambino;
- il Cristo benedicente.

Nell'abside di destra è conservato un Vesperbild in pietra del primo Quattrocento.

## Mummie

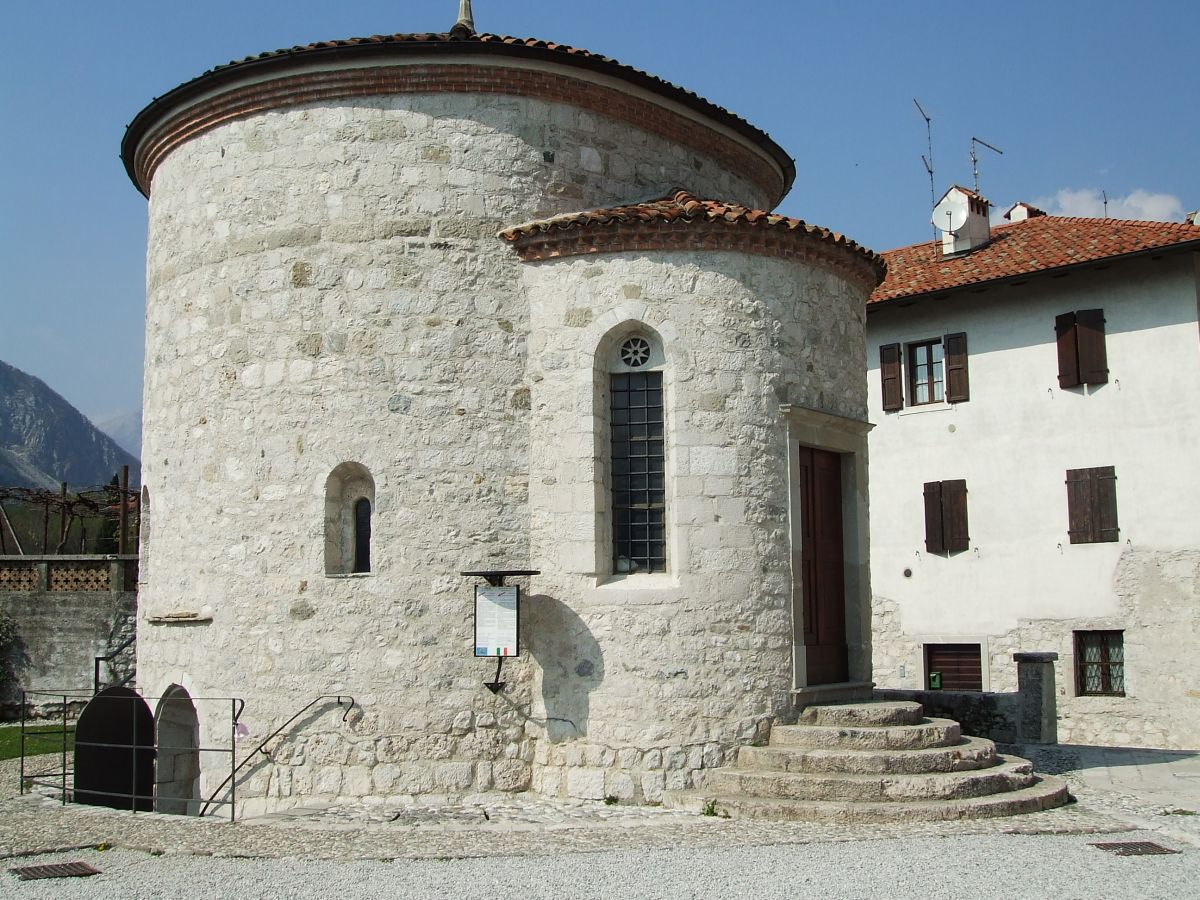
Il Battistero (ex cappella di San Michele) con la cripta delle mummie.

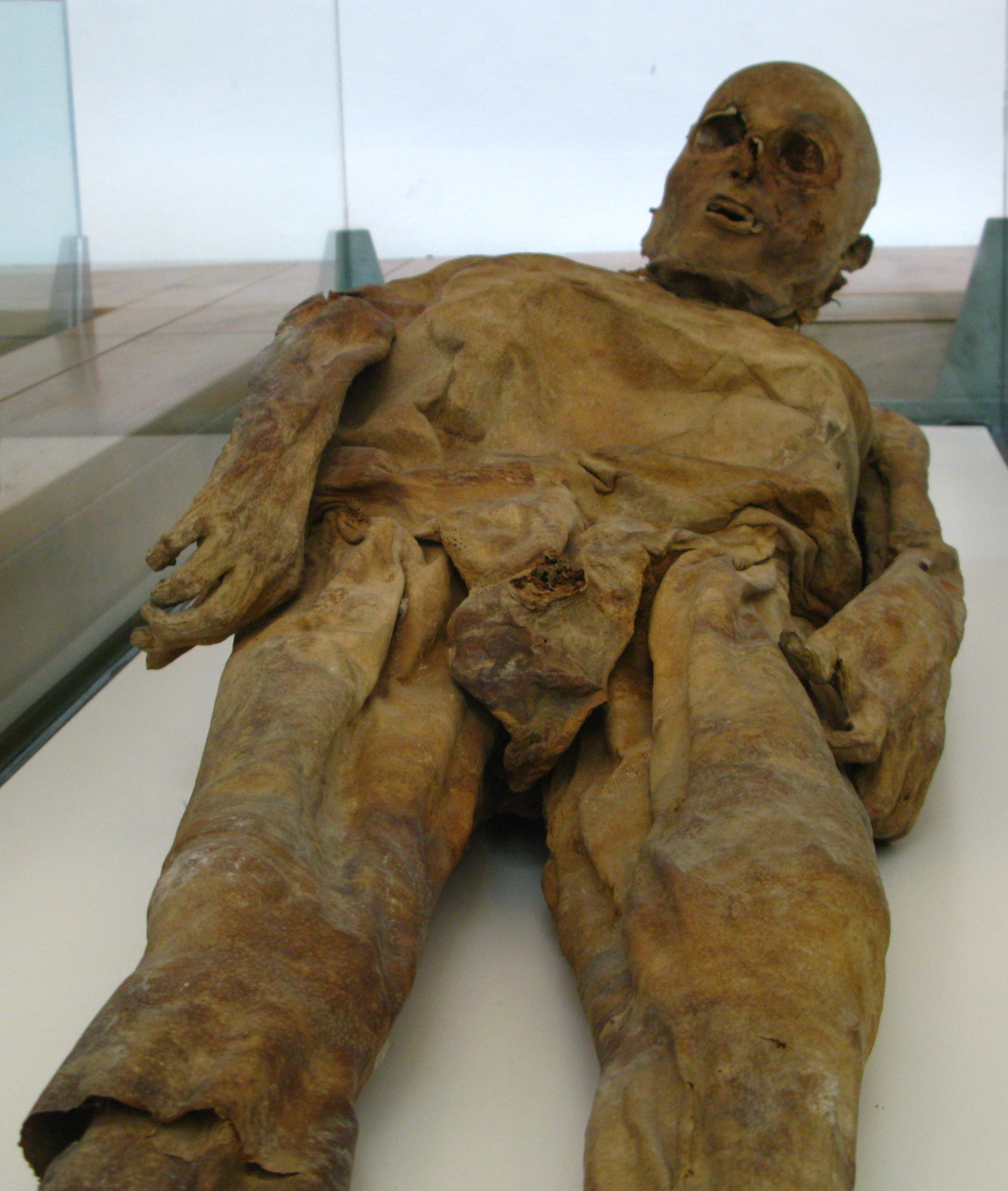
La mummia del nobile Daniello Gattolini di anni 75, salma esumata nel 1811.

Nel 1647 durante i lavori di ampliamento del duomo, vennero alla luce una ventina di corpi mummificati. La conservazione dei corpi è dovuta all'azione combinata del sottosuolo, ricco di solfati di calcio, e della presenza di un fungo con grande capacità idrovora, il Hypha bombycina; in questo modo i corpi si sono incartapecoriti in tempi rapidi.
Ora cinque mummie sono esposte nella cripta del battistero di San Michele e rappresentano un patrimonio di inestimabile interesse antropologico per conoscere il modo di vita degli abitanti friulani dei secoli passati.